# Biserica romano-catolică Nașterea Sfântului Ioan Botezătorul din Botoșani

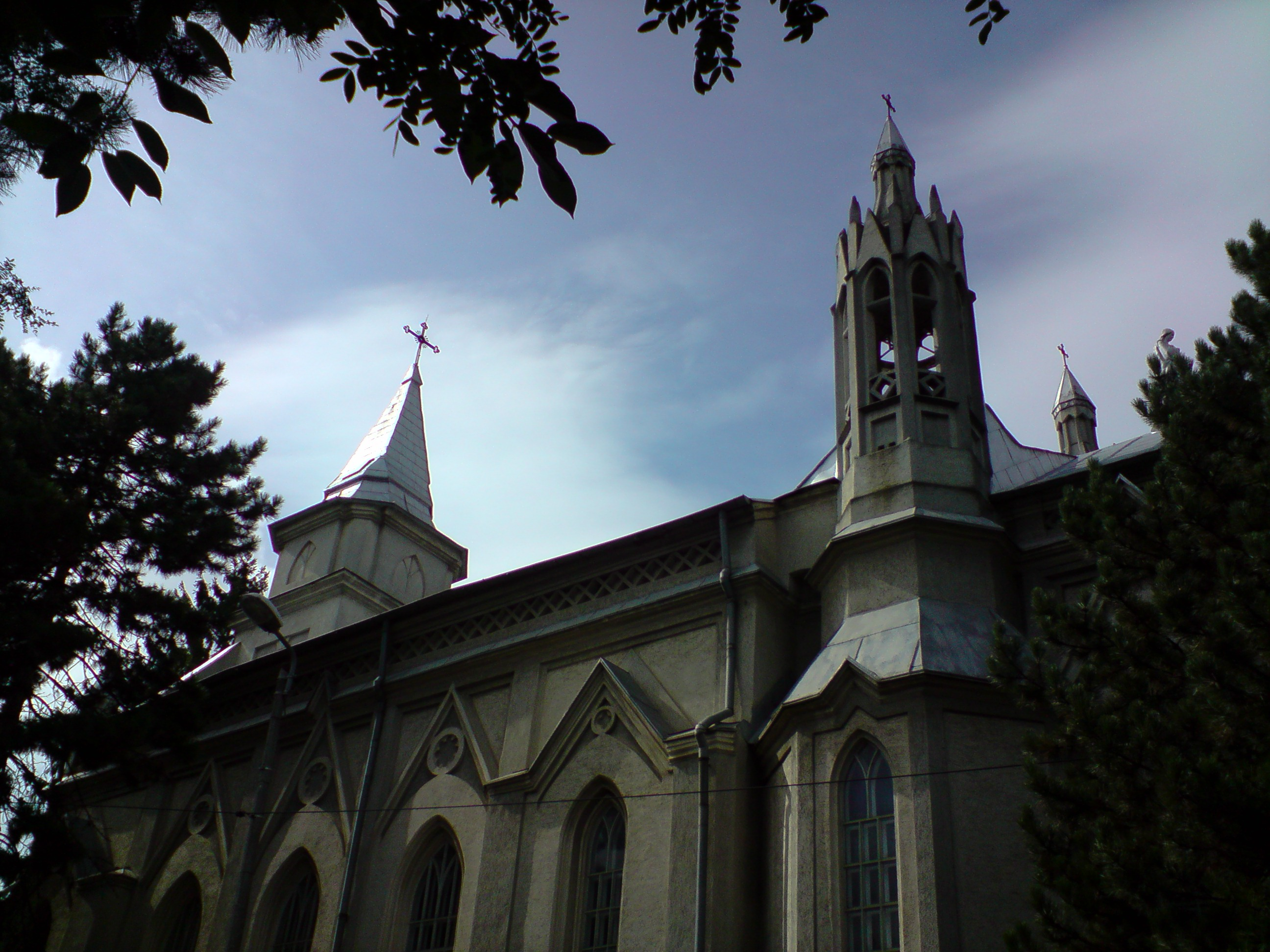
Aripa laterală a bisericii catolice botoșănene

Biserica romano-catolică "Nașterea Sfântului Ioan Botezătorul" din Botoșani este o biserică romano-catolică care a fost sfințită pe 3 noiembrie 1847. Ea se află pe Strada Cuza Vodă la nr. 29, în centrul orașului. Biserică zidită în perioada 1843-1847.

## Istoric
Prima consemnare despre catolici la Botoșani a fost găsită în matricola veche a parohiei Horlești unde este consemnat un botez pe 8 decembrie 1781 în „Butuszan”. A mai fost înregistrat un botez pe data de 14 noiembrie 1784, dar ambele au fost tăiate și a fost scris "Parohia Botoșani". Un preot catolic, pe numele de „Cajetanus” al polonezilor din Botoșani, a vrut să construiască o biserică, dar nu a fost ajutat. În anul 1846, pe data de 7 februarie, Paul Sardi de la Iași a trimis o scrisoare, din care reiese că în Botoșani se construia o biserică romano-catolică pe locul fostei capele din cimitirul vechi al catolicilor. Acesta a venit la Botoșani unde a ținut o slujbă arhierească și procesiune. Parohia din Botoșani a fost redeschisă în anul 1843. Pentru această biserică s-au făcut donații din străinătate, dar și local, unul dintre cele mai mari ajutoare fiind primit de la împăratul Austriei, Francisc I. Această donație a fost făcută la cererea parohului misionar din Botoșani, Johan Darnseiffer. 
Agentul diplomatic imperial, Eisenbach, a transmis către cancelarul Austriei faptul că această biserică a început să fie construită în anul 1845, iar în ziua de 3 noiembrie 1847 a avut loc sfințirea ei de către episcopul Paul Sardi, împreună cu alți doi preoți din Iași și cu un preot armeano-catolic din Suceava.
Biserica a fost mărită de muncitorii care făceau Gara din Botoșani cu două nave laterale și întreaga biserică a fost adaptată stilului neogotic, așa cum este și astăzi. Biserica a fost administrată de preoții iezuiți pentru o perioadă. Mai există o capelă în cimitirul german. Dimensiunile bisericii sunt: 25 m lungime și 10 m lățime.

## Vezi și
- Biserica romano-catolică "Sfântul Iosif Muncitorul" din Dorohoi

## Legături externe
- Site oficial Arhivat în 27 martie 2020, la Wayback Machine.
- Biserica romano-catolică Nașterea Sfântului Ioan Botezătorul pe Facebook
- Botoșani - Nașterea Sfântului Ioan Botezătorul